# Konstytucja Republiki Indonezji
Konstytucja Republiki Indonezji – najważniejszy akt prawny (ustawa zasadnicza) Republiki Indonezji, uchwalony 18 sierpnia 1945 roku. Składa się z preambuły, 37 artykułów, 3 postanowień tymczasowych oraz 2 postanowień dodatkowych. Jest jedną z najkrótszych, pod względem treści, obowiązujących konstytucji na świecie.

## Rozdziały
- I. Forma państwa i suwerenność
- II. Ludowe Zgromadzenie Doradcze
- III. Władza wykonawcza
- IV. Naczelna Rada Doradcza
- V. Ministrowie
- VI. Władze regionalne
- VII. Ludowa Izba Reprezentantów
- VIIA. Rada Reprezentantów Regionów
- VIIB. Wybory powszechne
- VIII. Finanse
- VIIIA. Państwowa Izba Kontroli
- IX. Władza sądownicza
- IXA. Terytorium państwa
- X. Obywatele i mieszkańcy
- XA. Prawa człowieka
- XI. Religia
- XII. Obrona kraju i bezpieczeństwo
- XIII. Edukacja i kultura
- XIV. Gospodarka narodowa i dobra społeczne
- XV. Flaga narodowa, język, godło i hymn
- XVI. Zmiana konstytucji

## Zasady ustrojowe państwa
Najważniejsze zasady ustrojowe ustawa zasadnicza Indonezji zostały zapisane w rozdziale I konstytucji. Rozdział ten zawiera tylko jeden artykuł podzielony na trzy ustępy podkreślające zasady naczelne:
- zasada państwa jednolitego;
- zasadę republikańskiej formy sprawowania władzy;
- zasadę suwerenności ludu;
- zasadę demokratycznego państwa.

## Zmiana konstytucji
Indonezyjska konstytucja należy do tzw. konstytucji sztywnych, co wiąże się z przeprowadzeniem szczególnej procedury w przypadku zmian. Zmiana konstytucji następuje na mocy szczególnego aktu prawnego noszącego nazwę: Poprawka do Konstytucji Republiki Indonezji z 1945 r. (Perubahan Undang-Undang Negara Republik Indonesia Tahun 1945). Akt taki może być jedynie uchwalony przez Ludowe Zgromadzenie Doradcze, składające się z obu izb indonezyjskiego parlamentu. Prawo inicjatywy przysługuje co najmniej 1/3 członków Ludowego Zgromadzenia Doradczego. Projekt taki musi być złożony na piśmie oraz jasno określać, które artykuły podlegają zmianie, wraz z uzasadnieniem. Poprawka jest przyjmowana przez Ludowe Zgromadzenie Doradcze większością bezwzględną, przy obecności co najmniej 2/3 deputowanych. Konstytucja zawiera przy tym wyraźny zakaz zmiany przepisów dotyczących formy jednolitego państwa (art. 35 ust. 5).